# روبرت تومسون (جاسوس)
روبرت تومسون (بالإنجليزية: Robert Thompson)‏ هو جاسوس أمريكي، ولد في 1935.